# Miele K 4
Der Miele K 4 war ein Pkw-Modell der Miele & Cie. KG aus Gütersloh.

## Beschreibung
Die Bauzeit war von 1912 bis 1913. Motorisch war das Modell identisch mit den Modellen Miele K 2 und K 3.
Ein Vierzylinder-Viertaktmotor trieb die Fahrzeuge an. Der Motor hatte 78 mm Bohrung, 120 mm Hub und 2292 cm³ Hubraum. Das entsprach exakt 8,76 bzw. aufgerundet 9 Steuer-PS. Die Motorleistung betrug 28 PS. Daher wurde das Modell auch 9/28 PS genannt.
Überliefert sind Phaeton und Doppelphaeton mit jeweils fünf Sitzen.

## Stückzahlen
Nach Angaben des Auslieferungsbuches von Miele entstanden ein Phaeton für einen Käufer aus Montevideo in Uruguay und zwei Doppelphaeton für einen Herrn Rössel aus Falkenstein – möglicherweise noch ein Fahrzeug mehr, weil im Buch ein Fahrzeug ohne Modellbezeichnung aufgeführt ist.